# Verdwijning van Emanuela Orlandi

Emanuela Orlandi (Rome, 14 januari 1968 – onbekend) was een inwoonster van Vaticaanstad die op 22 juni 1983, als 15-jarige, op mysterieuze wijze plotseling verdween. 
Tot op heden is onbekend wat er die dag met Emanuela is gebeurd. Ze zou door de jaren heen nog op verschillende plaatsen gesignaleerd zijn, maar geen van deze observaties bleek betrouwbaar. De zaak Orlandi is vooralsnog onopgelost.

## Verdwijning

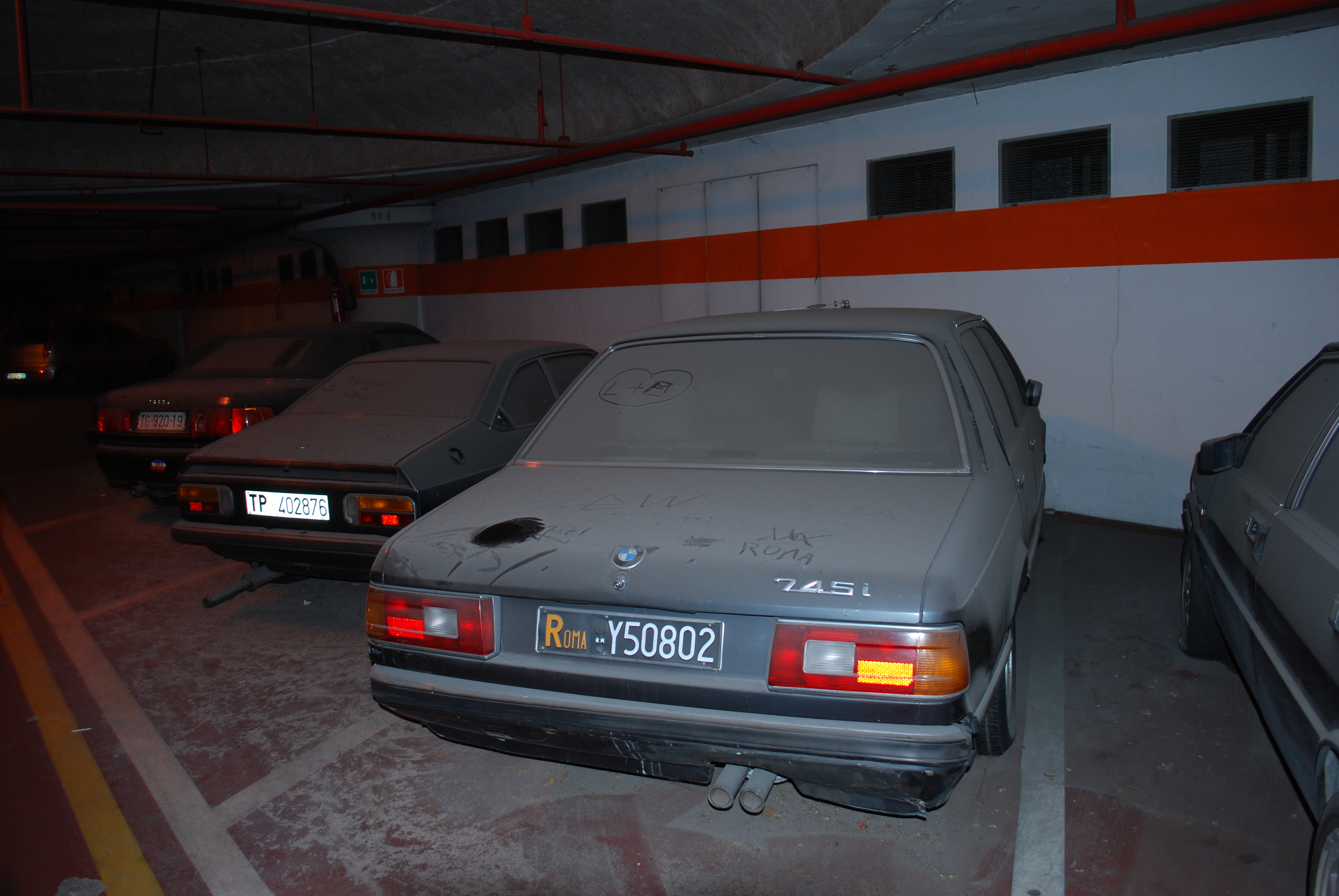
De teruggevonden BMW die mogelijk is gebruikt bij de ontvoering van Emanuela Orlandi

Orlandi was de vierde van vijf kinderen van Ercole Orlandi en Maria Pezzano. Haar vader werkte bij het Instituut voor Religieuze Werken (de "Vaticaanse Bank"). Het gezin woonde in Vaticaanstad.
Orlandi ging gewoonlijk met de bus naar de muziekschool. Ze stapte dan van de bus op ongeveer 200 meter van die school. Op 22 juni 1983 was ze te laat voor de les. Ze legde dit later uit aan haar zus via de telefoon, waarbij ze vertelde dat ze een baan aangeboden had gekregen van een vertegenwoordiger van Avon Cosmetica. Na de les sprak ze nog met een vriendin over de aanbieding, om daarna op de bus te wachten in gezelschap van een ander meisje. Orlandi was daarna het laatst gezien toen ze in een grote donkerkleurige BMW stapte.
Om 15 uur belden de ouders naar de muziekschool om te vragen waar hun dochter bleef. Diezelfde dag werd Orlandi als vermist opgegeven. De politie ging actief naar haar op zoek.
In de loop van de volgende weken ontvingen de ouders en een persagentschap minstens vier telefoontjes over hun dochter, die telkens specifieke details over haar bevatten. In enkele van die telefoontjes werd gesteld dat Orlandi ontvoerd zou zijn om de vrijlating te bewerkstelligen van Mehmet Ali Ağca, een Turk die twee jaar daarvoor een aanslag had gepleegd op paus Johannes Paulus II.

## Onderzoekssporen
Ağca zei in een interview met de Italiaanse staatsomroep RAI dat Orlandi was ontvoerd door de Grijze Wolven, nog in leven was en in een slotklooster verbleef. Een Italiaanse rechter die de zaak onderzocht, meende in 2000 dat Orlandi nu in een moslimgemeenschap woonde en dat ze waarschijnlijk langere tijd in Parijs had verbleven.
In 2011 verklaarde een lid van de Bende van Magliana dat de ontvoering was opgezet om terugbetaling af te dwingen van een verloren investering in de Vaticaanse Bank. Een vroegere vriendin van een overleden bendelid bevestigde dit.
In 2012 kwam exorcist Gabriele Amorth naar voren met de suggestie dat Orlandi ontvoerd zou zijn door een lid van de Vaticaanse politie. De bedoeling daarvan zou zijn geweest om haar te laten misbruiken tijdens seksfeestjes.

## Andere gebeurtenissen
Tijdens renovatiewerkzaamheden werden in de ambassade van het Vaticaan te Rome in 2018 menselijke resten gevonden. Al snel werd een verband gelegd met Orlandi, maar de resten bleken meer dan vijftien eeuwen oud.
In 2019 kondigde het Vaticaan aan dat onderzoek zou worden gedaan naar twee graven binnen het Vaticaan. Op basis van een anonieme brief werd gezocht "waar de engel wijst", twee graven met een marmeren beeld van een wijzende engel waarin Duitse prinsessen begraven zouden liggen. De graven bleken echter leeg.
Daags na de opgravingen meldde de woordvoerder van het Vaticaan nochtans dat er onder het plaveisel nabij de graven toch menselijke resten van twee personen waren gevonden. Mogelijk ging het hier echter om de twee prinsessen, wier graven indertijd verplaatst waren.
In 2022 verscheen een documentaireserie over de zaak op Netflix, Vatican Girl.

## Voetnoten
1. ↑  Zoek daar waar de engel wijst, Algemeen Dagblad, 12 juli 2019
2. ↑  Vaticaan stuit op twee menselijke resten in zoektocht naar verdwenen meisje, De Standaard, 14 juli 2019
3. ↑  (en) Nadeau, Barbie Latza, Another twist in the 40-year-old missing 'Vatican girl' case. CNN (15 juli 2023). Geraadpleegd op 15 juli 2023.